# Chrysozephyrus smaragdinus
Chrysozephyrus smaragdinus is een vlinder uit de familie van de Lycaenidae. De wetenschappelijke naam van de soort werd als Thecla smaragdina in 1879 gepubliceerd door Oberthür.

## Synoniemen
- Thecla diamantina Oberthür, 1879